# Pallagorio
Pallagorio (in Arbëresh, IPA: [ar'bəreʃ]: Puhëriu) ist eine süditalienische Gemeinde in der Provinz Crotone in Kalabrien mit 947 Einwohnern (Stand 31. Dezember 2023).

## Lage und Daten
Die Gemeinde liegt etwa 40 Kilometer nordwestlich von Crotone und grenzt unmittelbar an die Provinz Cosenza. Die Nachbargemeinden sind Campana, Carfizzi, Casabona, San Nicola dell’Alto, Umbriatico und Verzino.

## Geschichte
Möglicherweise handelt es sich bei Pallagorio ursprünglich um die Siedlung Chone der Konier. Die Siedlung war schon früh Teil von Magna Graecia.
Das Arbëresh etablierte sich um 1448 als albanische Söldner nach den Kämpfen aufseiten des Königs von Neapel, Alfons I. sich hier niederließen.